# Fender Telecaster Bass

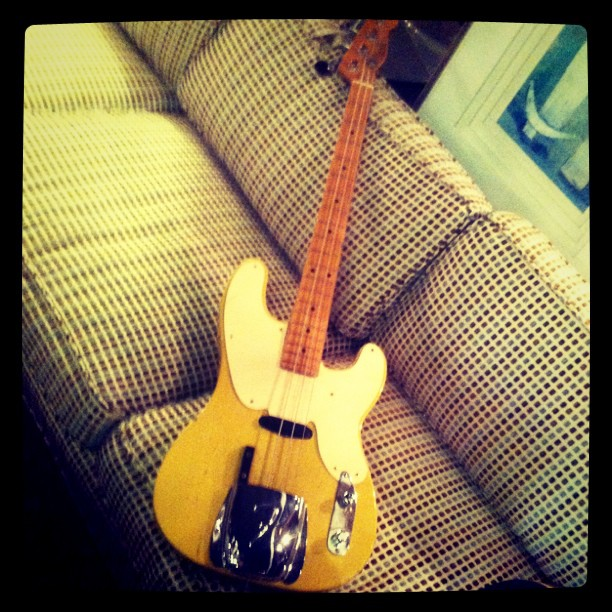
Fender Telecaster Bass

De Fender Telecaster Bass is een elektrische basgitaar, geproduceerd door de Amerikaanse muziekinstrumentenfabriek Fender.
Toen eind jaren zestig de vraag naar de originele Fender Precision Bass uit 1951 steeg, kwam Fender in 1968 met de Fender Telecaster Bass, niet te verwarren met de Fender Telecaster, de 'normale' zessnarige gitaar.
Net als de originele Precisions had deze Telecaster Bass een vlakke kast (slab body); een grote slagplaat die het grootste deel van de voorzijde van de body bedekte, met daarnaast een apart verchroomd plaatje voor de volume- en toonregelaars; een brug met slechts twee zadels (twee snaren per zadel); en één enkelspoels element. Daarnaast deden de vorm van de kop en de kap over de brug (de zogenaamde 'asbak', die overigens door veel bespelers werd verwijderd) sterk denken aan de 'normale' Fender Telecaster.
Na dit model een aantal jaren te hebben geproduceerd, paste Fender het ontwerp in de jaren zeventig iets aan: het enkelspoelselement werd vervangen door een humbucker en de vorm van de slagplaat werd gewijzigd om het losse verchroomde paneeltje voor de potmeters te kunnen schrappen. De vorm van deze nieuwe slagplaat paste uiterlijk in de stijl van de 69 en 72 Telecaster Thinline.
De jaren zeventig Telecaster Bas met humbucker onderscheidt zich in geluid van de 'normale' Precisions door een vettere, agressievere toon, veroorzaakt door eerdergenoemde humbucker.
Fender heeft de Telecaster Bass lange tijd niet meer geproduceerd, maar in 2007 bracht dochtermerk Squier een nieuwe versie van de met humbucker uitgeruste Telecaster Bass uit onder de naam Vintage Modified Precision TB. Sinds 2012 heeft Fender zelf ook een licht gemodificeerde versie van de Telecaster Bass op de markt onder de naam Modern Player Tele Bass. Deze versie heeft naast een humbucker bij de hals ook een humbucker bij de brug.
De Telecaster Bass werd/wordt o.a. bespeeld door Andy Fraser, Nick Lowe, Jeremy Davis en Bob Daisley.